# Radziechów (rejon kowelski)
Radziechów (ukr. Раде́хів) – wieś w rejonie kowelskim obwodu wołyńskiego, położona na południe od Lubomla. Założona około 1510 roku. 
W 1696 roku ksiądz Wojciech Roszkowski, kanonik chełmski, ufundował drewniany kościół i klasztor dla zakonu augustianów eremitów, którzy objęli klasztor 29 września 1698 roku. W 1752 roku z funduszy Antoniny Miączyńskiej wojewodziny czernichowskiej, został zbudowany murowany barokowy kościół p.w. Św. Michała. Murowany klasztor zbudowano w 1753 roku. Po upadku Powstania listopadowego w 1832 roku władze rosyjskie odebrały kościół zakonnikom i przerobiły na cerkiew prawosławną, która otrzymała wezwanie Wniebowzięcia NMP.
Wieś liczy 667 mieszkańców. 
- We wsi pozostał barokowy poaugustiański kościół pw. św. Michała obecnie cerkiew z 1701 roku.

Do 2020 w rejonie lubomelskim.